# Moneda-mem
Una moneda-mem o meme-coin és una criptomoneda que es va originar a partir d'un mem d'Internet o té alguna altra característica humorística.
El terme de vegades s'utilitza de manera intercanviable amb el terme shitcoin, que normalment es refereix a una criptomoneda amb poc o cap valor, autenticitat o utilitat. Es pot utilitzar en el sentit més ampli com a crítica del mercat de criptomonedes en la seva totalitat, els basats en memes particulars com ara "monedes doge", celebritats com Coinye i esquemes de bomba i abocament com BitConnect, o pot ser s'utilitza per fer que la criptomoneda sigui més accessible.
El terme s'utilitza sovint amb menyspreu, comparant el valor o el rendiment d'aquestes criptomonedes amb el dels actius digitals convencionals. Els seguidors, d'altra banda, observen que alguns memecoins han adquirit moneda social i altes capitalitzacions de mercat .

## Història
A finals de 2013, Dogecoin es va llançar després de ser creat com una broma al meme Doge per enginyers de programari . Això va provocar la creació de diverses monedes de memes posteriors. L'octubre de 2021, hi havia unes 124 monedes memes circulant al mercat. Alguns exemples notables inclouen Dogecoin i Shiba Inu .
A finals de 2021, els anuncis que promocionaven la moneda meme Floki Inu a Londres van provocar investigacions posteriors sobre la promoció de la moneda meme, considerada com un producte financer no regulat per l' Autoritat d'estàndards de publicitat del Regne Unit (ASA).
Alguns països han pres mesures per regular les monedes meme. A principis del 2021, la Comissió de Borsa i Valors de Tailàndia va prohibir les monedes meme com a part d'una repressió contra els béns digitals sense "cap objectiu ni substància clar".

## Popularitat
Les monedes memes han augmentat en popularitat des que Elon Musk va avalar l'ús de Dogecoin, una de les primeres monedes meme. Va continuar publicant tuits sobre Dogecoin el 2022, inclòs un al gener on va declarar que menjaria un Happy Meal de McDonald's a la televisió en directe si començaven a acceptar Dogecoin com a pagament. El risc de perdre diners és important. Tanmateix, alguns projectes semblen tenir èxit i ser sostenibles en el temps.
Les monedes memes han vist un ressorgiment després de l'elecció de Donald Trump a les eleccions presidencials dels Estats Units de 2024 . Un d'aquests exemples és Fartcoin, la valoració del qual va superar breument els 1.000 milions de dòlars el desembre de 2024. El mateix Trump va llançar una moneda meme, $Trump, tres dies abans de ser investit com a president dels Estats Units per segona vegada.